# Großsteingrab Radepohl
Das Großsteingrab Radepohl ist eine megalithische Grabanlage der jungsteinzeitlichen Trichterbecherkultur bei Radepohl, einem Ortsteil von Crivitz im Landkreis Ludwigslust-Parchim (Mecklenburg-Vorpommern). Es trägt die Sprockhoff-Nummer 404.

## Lage
Das Großsteingrab befindet sich etwa mittig zwischen den Orten Radepohl, Wessin und Bülow in einer Biegung des Teufelsbachs, etwa 200 m von diesem entfernt auf einer Geestzunge.

## Beschreibung
Die Anlage besitzt ein leicht trapezförmiges, nordost-südwestlich orientiertes Hünenbett mit einer Länge von 36 m und einer Breite von 7 m im Südwesten bzw. 6,3 m im Nordosten. Die Umfassung ist auf allen vier Seiten noch gut erhalten. Um 1900 waren 52 Steine vorhanden. Viele sind nach außen umgefallen, einige stehen noch in situ und nur wenige wurden entfernt. Im südwestlichen Bereich des Bettes befindet sich eine parallel zu diesem ausgerichtete Grabkammer. Diese ist sehr schlecht erhalten und nach Ewald Schuldt als Ganggrab anzusprechen. Es stehen noch zwei Wandsteine der südöstlichen Langseite in situ. Ein Wandstein der nordwestlichen Langseite ist verschoben und ein Deckstein ins Innere der Kammer gestürzt. Eine Mulde zeigt die ursprünglichen Ausmaße der Kammer an. Sie bestand wohl aus vier Jochen und hatte eine Länge von 5 m sowie eine Breite von 1,7 m.